# Play-off de la Clasificación para la Eurocopa 2016
El Play-off de la Clasificación para la Eurocopa 2016 fue la etapa del torneo clasificatorio europeo que determinó a los 4 últimos clasificados a la Eurocopa 2016 a realizarse en Francia. Los partidos se llevaron a cabo del 12 al 17 de noviembre de 2015.

## Equipos participantes
Las 8 selecciones participantes en el play-off fueron aquellas que culminaron la fase de grupos del torneo de clasificación en la tercera ubicación de su respectivo grupo, con excepción de Turquía que se clasificó de manera directa a la Eurocopa 2016 como el mejor tercero.

### Tabla de posiciones de los terceros lugares
Para elaborar la tabla de los terceros los resultados que estos equipos obtuvieron contra el último clasificado de su respectivo grupo fueron descartados con el objetivo de equiparar el número de partidos jugados por el tercero del grupo I el cual estuvo conformado solo por 5 equipos.
Los equipos fueron clasificados bajo los siguientes criterios, en orden de aparición:
- Mayor número de puntos obtenidos.
- Mayor diferencia de gol.
- Mayor número de goles marcados.
- Mayor número de goles marcados de visitante.
- La conducta Fair Play en todos los partidos de grupo.
- Posición en el Ranking de coeficientes de la UEFA con que se inició el torneo de clasificación.

     – Clasificado a la Eurocopa 2016.
     – Clasificados a los Play-offs.
| Selección            | Gr. | Pts. | PJ | PG | PE | PP | GF | GC | Dif |
| -------------------- | --- | ---- | -- | -- | -- | -- | -- | -- | --- |
| Turquía              | A   | 16   | 8  | 5  | 1  | 2  | 12 | 7  | 5   |
| Hungría              | F   | 15   | 8  | 4  | 3  | 1  | 8  | 5  | 3   |
| Ucrania              | C   | 13   | 8  | 4  | 1  | 3  | 11 | 4  | 7   |
| Noruega              | H   | 13   | 8  | 4  | 1  | 3  | 8  | 10 | -2  |
| Dinamarca            | I   | 12   | 8  | 3  | 3  | 2  | 8  | 5  | 3   |
| Suecia               | G   | 12   | 8  | 3  | 3  | 2  | 11 | 9  | 2   |
| Irlanda              | D   | 12   | 8  | 3  | 3  | 2  | 8  | 7  | 1   |
| Bosnia y Herzegovina | B   | 11   | 8  | 3  | 2  | 3  | 11 | 12 | -1  |
| Eslovenia            | E   | 10   | 8  | 3  | 1  | 4  | 10 | 11 | -1  |

### Sorteo
El sorteo de la eliminatoria se realizó el 18 de octubre de 2015 en Nyon, Suiza. Las 8 selecciones involucradas fueron repartidas en dos bombos de acuerdo al ranking de coeficientes de selecciones de la UEFA publicado una vez culminado la fase de grupos de la clasificación, las 4 selecciones con el mejor ranking en el bombo de cabezas de serie y las 4 restantes en el bombo de no cabezas de serie.
La numeración corresponde a la posición en el ranking tomado en cuenta y entre paréntesis se indica el coeficiente de cada selección.
| Cabezas de series                                                                               | No cabezas de serie                                                                     |
| ----------------------------------------------------------------------------------------------- | --------------------------------------------------------------------------------------- |
| 13. Bosnia y Herzegovina (30 367) 14. Ucrania (30 313) 16. Suecia (29 028) 20. Hungría (27 142) | 21. Dinamarca (27 140) 23. Irlanda (26 902) 25. Noruega (26 439) 26. Eslovenia (25 441) |

El procedimiento del sorteo fue el siguiente:
- Una bolilla del bombo de cabezas de serie y otra del bombo de no cabezas de serie fueron colocados en una tercera urna para formar el emparejamiento de la primera serie.
- Luego se procedió a develar los equipos de la tercera urna y se determinó que el primer equipo en ser descubierto es el que ejerce de local en el partido de ida.
- El mismo método anterior fue utilizado para determinar los emparejamientos de las tres series restantes.

El sorteo estuvo dirigido por el Secretario General de la UEFA, Gianni Infantino, quién contó con la colaboración del exfutbolista francés y campeón europeo en 1984, Dominique Rocheteau, en el sorteo de los bombos.

## Formato de competición
Las ocho selecciones que participan en el play-off formaron 4 series de 2 equipos que se enfrentan en partidos de ida y vuelta con un sistema de eliminación directa. En cada serie clasifica a la Eurocopa 2016 el equipo que marque más goles en ambos partidos. Si ambos equipos marcan la misma cantidad de goles luego de los dos partidos clasifica el equipo que marque más goles  en condición de visitante. Si los goles marcados de visita por los equipos es el mismo o si ambos partidos terminan empatados cero a cero se procede a jugar un tiempo extra de dos periodos de 15 minutos cada uno al finalizar el partido de vuelta. Si durante el tiempo extra ambos equipos marcan la misma cantidad de goles clasifica el equipo visitante por la regla del gol de visitante. Si no se marcan goles en el tiempo extra se define al ganador mediante tiros desde el punto penal.
Los procedimientos anteriores son aplicados de acuerdo a los artículos 15.01 y 15.02 del reglamento de la Eurocopa 2016.

## Resultados
- Las horas indicadas corresponden al huso horario empleado por la UEFA: Hora central europea (UTC+1). Entre parentesis se indica la hora local de cada ciudad sede donde se jugaron los partidos

| Fechas               | Local ida            | Resultado global | Local vuelta | Ida   | Vuelta |
| -------------------- | -------------------- | ---------------- | ------------ | ----- | ------ |
| 14 y 17 de noviembre | Ucrania              | 3 – 1            | Eslovenia    | 2 - 0 | 1 - 1  |
| 14 y 17 de noviembre | Suecia               | 4 – 3            | Dinamarca    | 2 - 1 | 2 - 2  |
| 13 y 16 de noviembre | Bosnia y Herzegovina | 1 – 3            | Irlanda      | 1 - 1 | 0 - 2  |
| 12 y 15 de noviembre | Noruega              | 1 – 3            | Hungría      | 0 - 1 | 1 - 2  |

### Ucrania - Eslovenia
| 14 de noviembre de 2015, 18:00 | Ucrania                        | 2:0 (1:0) | Eslovenia | Arena Lviv, Leópolis                                       |                                                            |
|                                | Yarmolenko 22' · Seleznyov 54' | Reporte   |           | Asistencia: 32 592 espectadores Árbitro(s): Jonas Eriksson | Asistencia: 32 592 espectadores Árbitro(s): Jonas Eriksson |

| 17 de noviembre de 2015, 20:45 | Eslovenia | 1:1 (1:0) | Ucrania           | Estadio Ljudski vrt, Máribor                             |                                                          |
|                                | Cesar 11' | Reporte   | Yarmolenko 90'+7' | Asistencia: 12 702 espectadores Árbitro(s): Cüneyt Çakır | Asistencia: 12 702 espectadores Árbitro(s): Cüneyt Çakır |

Ucrania clasificó a la Eurocopa 2016 luego de ganar la serie con un marcador global de 3 – 1.

### Suecia - Dinamarca
| 14 de noviembre de 2015, 20:45 | Suecia                                | 2:1 (1:0) | Dinamarca     | Friends Arena, Estocolmo                                   |                                                            |
|                                | Forsberg 45' · Ibrahimović 50' (pen.) | Reporte   | Jørgensen 80' | Asistencia: 49 053 espectadores Árbitro(s): Nicola Rizzoli | Asistencia: 49 053 espectadores Árbitro(s): Nicola Rizzoli |

| 17 de noviembre de 2015, 20:45 | Dinamarca                           | 2:2 (0:1) | Suecia              | Parken Stadion, Copenhague                                  |                                                             |
|                                | Vestergaard 82' · Y. Poulsen 90'+1' | Reporte   | Ibrahimović 19' 76' | Asistencia: 36 051 espectadores Árbitro(s): Martin Atkinson | Asistencia: 36 051 espectadores Árbitro(s): Martin Atkinson |

Suecia clasificó a la Eurocopa 2016 luego de ganar la serie con un marcador global de 4 – 3.

### Bosnia y Herzegovina - Irlanda
| 13 de noviembre de 2015, 20:45 | Bosnia y Herzegovina | 1:1 (0:0) | Irlanda   | Bilino Polje, Zenica                                    |                                                         |
|                                | Džeko 85'            | Reporte   | Brady 82' | Asistencia: 12 000 espectadores Árbitro(s): Felix Brych | Asistencia: 12 000 espectadores Árbitro(s): Felix Brych |

| 16 de noviembre de 2015, 20:45 | Irlanda                | 2:0 (1:0) | Bosnia y Herzegovina | Estadio Aviva, Dublín                                     |                                                           |
|                                | Walters 24' (pen.) 70' | Reporte   |                      | Asistencia: 50 500 espectadores Árbitro(s): Björn Kuipers | Asistencia: 50 500 espectadores Árbitro(s): Björn Kuipers |

Irlanda clasificó a la Eurocopa 2016 luego de ganar la serie con un marcador global de 3 – 1.

### Noruega - Hungría
| 12 de noviembre de 2015, 20:45 | Noruega | 0:1 (0:1) | Hungría          | Ullevaal Stadion, Oslo                                       |                                                              |
|                                |         | Reporte   | Kleinheisler 26' | Asistencia: 27 182 espectadores Árbitro(s): Mark Clattenburg | Asistencia: 27 182 espectadores Árbitro(s): Mark Clattenburg |

| 15 de noviembre de 2015, 20:45 | Hungría                            | 2:1 (1:0) | Noruega       | Groupama Arena, Budapest                                            |                                                                     |
|                                | Priskin 14' · Henriksen 83' (a.g.) | Reporte   | Henriksen 87' | Asistencia: 22 189 espectadores Árbitro(s): Carlos Velasco Carballo | Asistencia: 22 189 espectadores Árbitro(s): Carlos Velasco Carballo |

Hungría clasificó a la Eurocopa 2016 luego de ganar la serie con un marcador global de 3 – 1.